# اختلال التوازن (طب)
اختِلال التّوازُن  أو انعِدام التوازن أو فَقْدُ الاتِّزان أو اضطِراب الاتِّزان أو عدم التوازن (بالإنجليزية: Disequilibrium) هو مُصطلح يُشير إلى ضَعف في حاسة التوازن. يُعتبر اختلال التوازن أحد أسباب حدوث الدوخة.